# Bài ca ra trận
Bài ca ra trận là một bộ phim mô tả cuộc chiến tranh Việt Nam dưới góc nhìn lãng mạn của đạo diễn Trần Đắc.

## Nội dung
Nam (Dũng Nhi) - một chiến sĩ trẻ - bị thương nặng trong một trận đánh được đưa về quân y viện chữa trị, anh đối mặt với những ngày tháng đen tối nhất trong đời: Đôi mắt không còn nhìn thấy được ánh sáng, xung quanh là những thương binh nặng vật vã đau đớn suốt ngày đêm. Hoài bão, những hồi ức trong sáng và sự gần gũi chăm sóc của cô y tá xinh đẹp Mai (Như Quỳnh) dần dần đưa anh vượt qua cú sốc này.
Trên bước đường chiến đấu của Nam, những hồi ức tươi trẻ về cả một thế hệ hăng say lên đường ra tiền tuyến hiện lên và xuất hiện những con người đã bỏ lại sau lưng biết bao đam mê tuổi trẻ để cầm súng chiến đấu bảo vệ quê hương…

## Diễn viên
- Dũng Nhi vai Nam.
- Như Quỳnh vai Mai.
- Thanh Loan vai Lê.[2]
- Hồ Thái
- Anh Thái
- Bích Vân
- Trà Giang...
- Huy Công

## Ê-kíp
- Âm nhạc: Tô Hải
- Thiết kế Mĩ thuật: Nguyễn Như Giao

## Hậu trường
Mặc dù là một bộ phim về chiến tranh, nhưng tâm điểm của bộ phim lại không nằm ở những cuộc chiến đấu khốc liệt mà tập trung khắc họa nỗ lực sống đẹp, sống có ích của những người lính trở về không lành lặn.
Bộ phim thực sự là một câu chuyện đẹp như một bài thơ giữa bối cảnh chiến trường ác liệt. Bài ca ra trận cũng là bài ca về lòng yêu nước, lý tưởng sống cao thượng của những người trẻ tuổi. Bài ca ra trận đã sử dụng nhiều thủ pháp điện ảnh lần đầu tiên xuất hiện trong phim Việt Nam tới khi đó để kể một câu chuyện chiến tranh theo một cách khác thường, độc đáo và rất thơ.

## Sự kiện thú vị
Bài ca ra trận khắc họa chân dung một người anh hùng có thật, đó là anh hùng Quân đội Nhân dân Việt Nam, Thiếu tướng Lê Mã Lương, nguyên Giám đốc Bảo tàng Lịch sử Quân sự Việt Nam (28A Điện Biên Phủ - Hà Nội), một người từng là biểu tượng của lớp lớp thanh niên Việt Nam trong những năm tháng đánh Mỹ, với câu nói nổi tiếng: "Cuộc đời đẹp nhất là trên trận tuyến đánh quân thù !", và "Cuộc sống chỉ cao quý khi con người ta có lý tưởng !".

## Vinh danh
| Năm  | Lễ trao giải                      | Hạng mục             | Kết quả      | Nguồn       |
| ---- | --------------------------------- | -------------------- | ------------ | ----------- |
| 1975 | Liên hoan phim Việt Nam lần thứ 3 | Phim truyện điện ảnh | Bông sen bạc | [ 3 ] [ 4 ] |